# Pjatychatky
Pjatychatky (ukrainisch П'ятихатки Pjatichatki, russisch Пятихатки) ist eine Kleinstadt in der ukrainischen Oblast Dnipropetrowsk mit 17.600 Einwohnern (2024). Die Stadt war bis Juli 2020 das administrative Zentrum des Rajons Pjatychatky, der Name bedeutet wörtlich etwa „fünf kleine Häuser“.

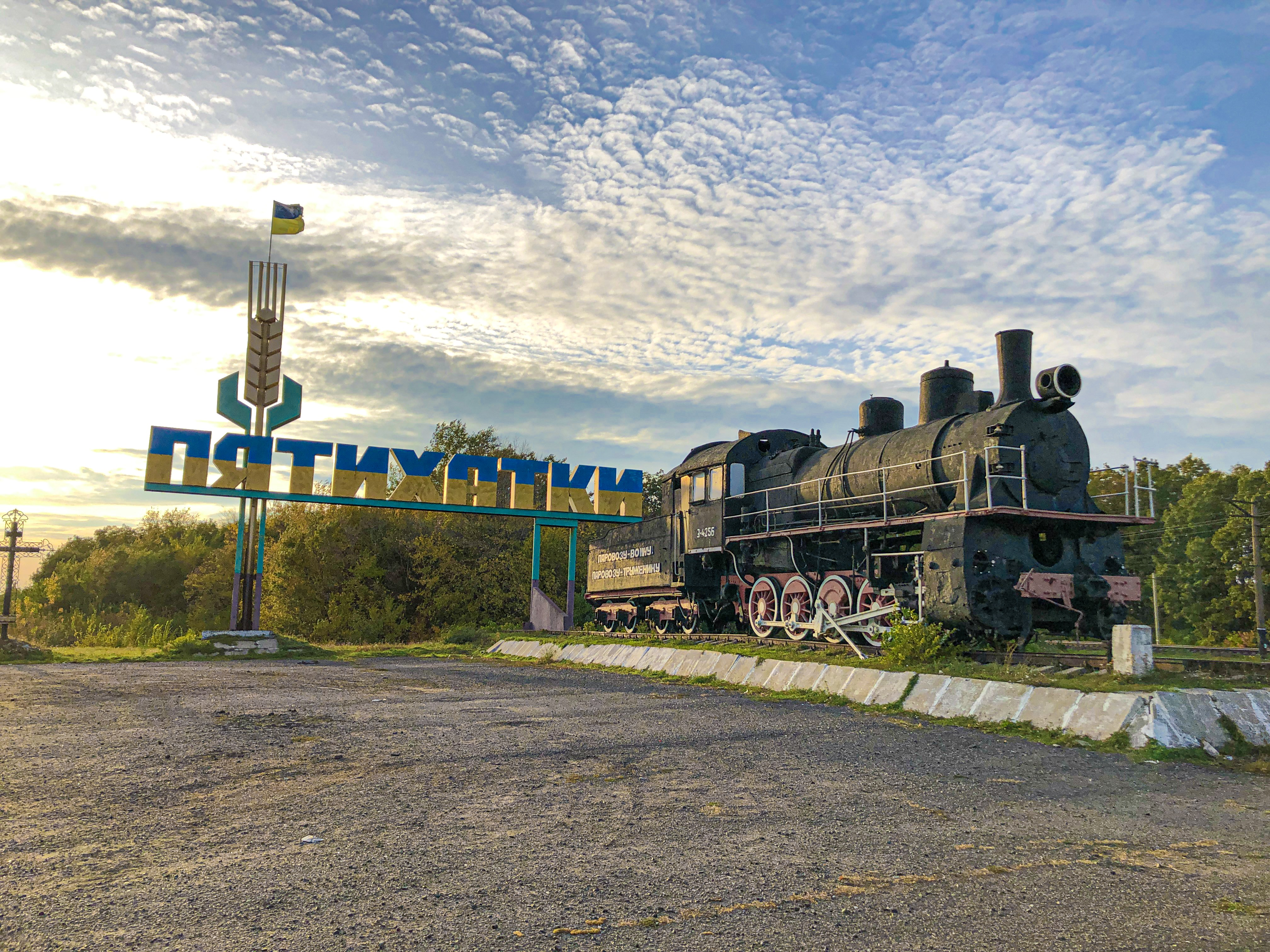
Ortseingang mit Eisenbahn-Denkmal

Die Stadt gleicht eher einem großen Dorf, das aus vielen rechtwinklig angelegten Straßen besteht, die von Holzmasten und Bäumen mit dahinter liegenden kleinen Parzellen, auf denen meist eingeschossige, kleine Häuser stehen, gesäumt sind. Lediglich der Bereich am Personenbahnhof hat einen städtischen Charakter mit dem davor befindlichen Busbahnhof und der Hauptstraße zwischen der orthodoxen Kirche und dem Denkmal des „Großen Vaterländischen Krieges“, auf der sich auch die Denkmäler für den Matrosen und Anarchisten Anatoli Schelesnjakow (russisch Анатолий Железняков) und Lenin sowie für die Gefallenen der Sowjetischen Intervention in Afghanistan und des Deutsch-Sowjetischen Kriegs befinden.

## Verkehr

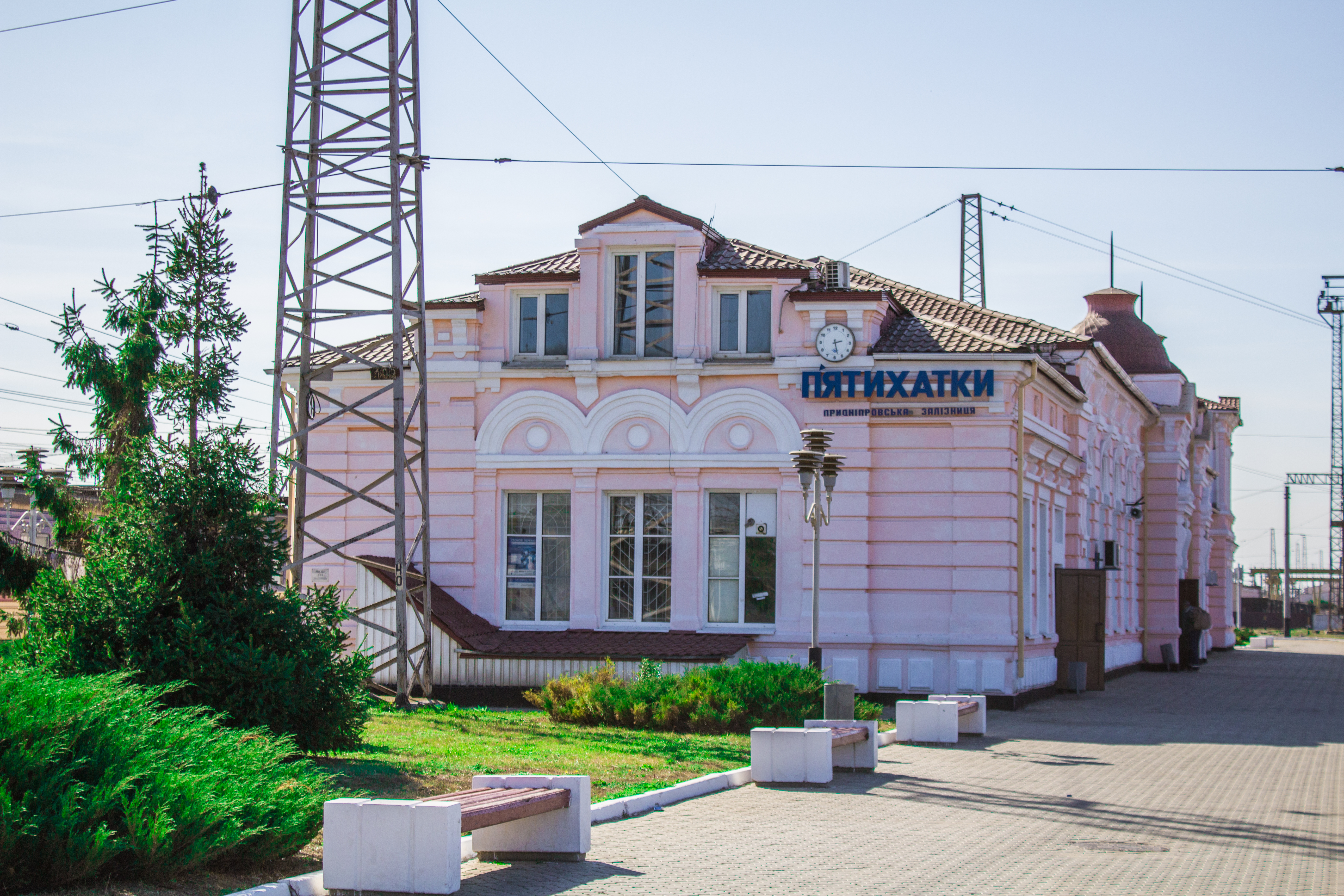
Bahnhof von Pjatychatky

Pjatychatky ist vor allem durch den Güter- und Personenbahnhof bekannt.
Überlandzüge fahren von dem Bahnhof aus nach Kiew, Dnipro oder Donezk. Dazu kommen einige der kleinen Überlandbusse, die sogenannten Marschrutka, welche in die umliegenden Städte und Dörfer, wie Schowti Wody, Wyschnewe und Bohdano-Nadeschdiwka fahren.
Die Stadt liegt an der Fernstraße M 04 / E 50.

## Geschichte

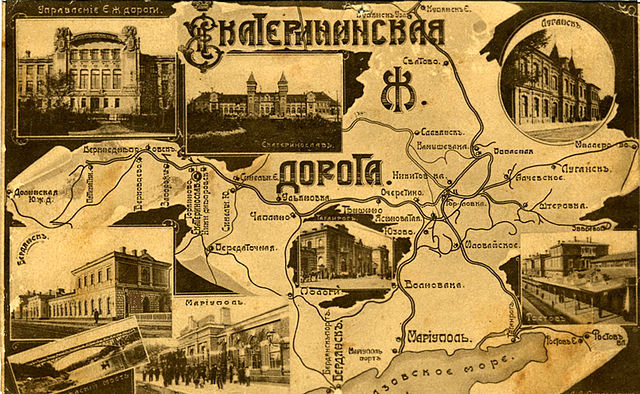
Katharinenbahn Postkarte von 1900

1886 wurden die ersten fünf Häuser für die Eisenbahnstation auf der Strecke Kolatschewske (Колачевське) – Werchiwzewe der Katharinenbahn gebaut. Die Station wurde mit dem Ort zusammen benannt. Das heutige Bahnhofsgebäude stammt aus dem Jahr 1898.
In den Jahren 1932 und 1933 war der Ort vom Holodomor, einer großen Hungersnot in der Ukraine, betroffen.
Drei Wochen nach dem Überfall auf die Sowjetunion wurde die Stadt am 13. August 1941 von der Wehrmacht besetzt und zum Hauptort des Kreisgebietes Pjatichatka (bestehend aus den damaligen Rajons Friesendorf, Pjatichatka und Sofijewka) innerhalb des Generalbezirkes Dnjepropetrowsk im Reichskommissariat Ukraine. Gebietskommissar war Ernst Duschön.

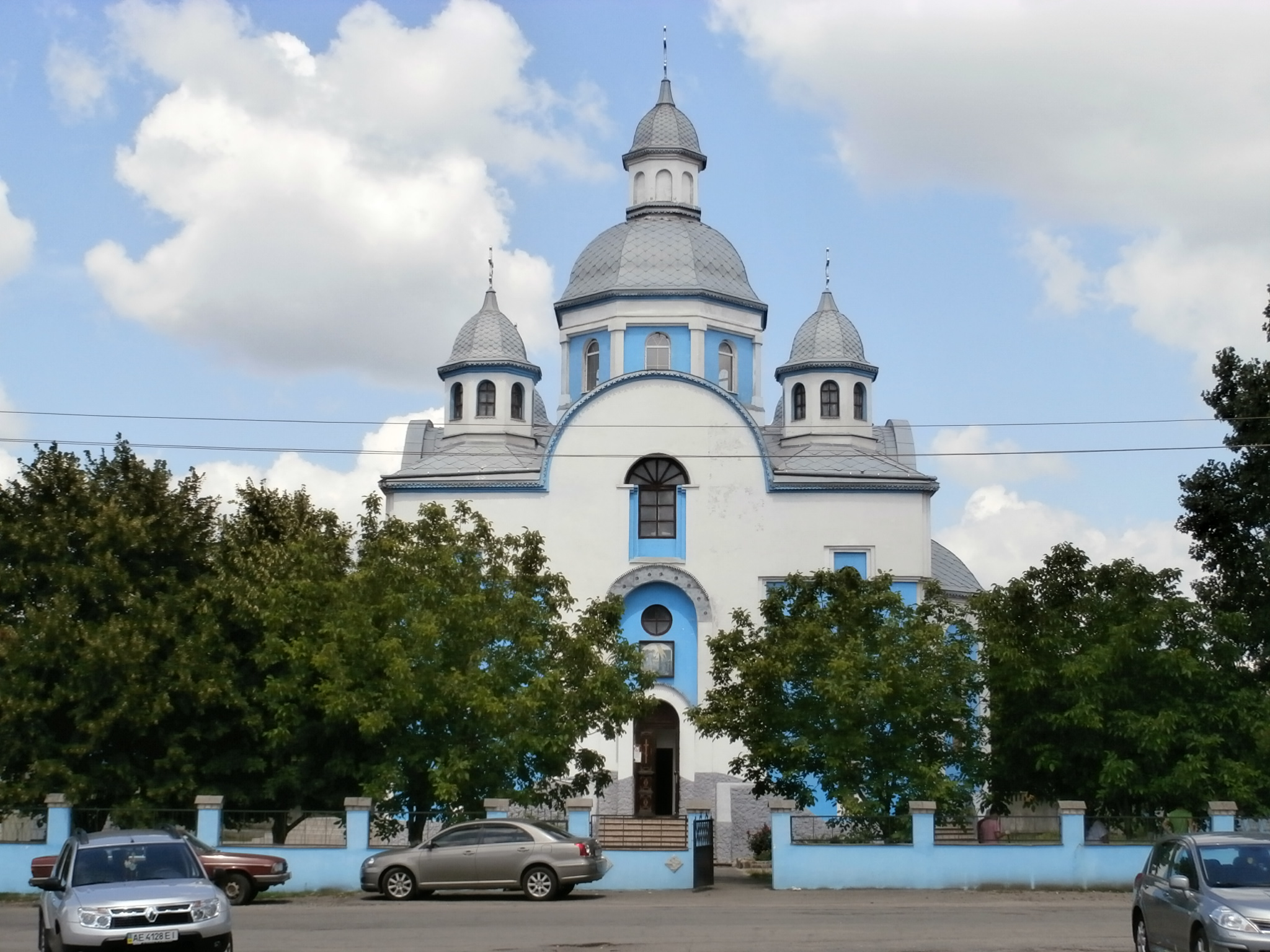
Orthodoxe Kirche in Pjatychatky

Als strategischer Eisenbahnknotenpunkt war die Stadt wichtig für den Nachschub der Wehrmacht. Im Zuge der zweiten Phase der Dnepr-Offensive erfolgte am 19. Oktober 1943 die Rückeroberung durch die Truppen der Steppenfront der Roten Armee
1962 wurde die Bahnstrecke Snamjanka-Pjatychatky elektrifiziert.
Bis zum 15. August 1944 trug der Ort den offiziellen ukrainischen Namen Pjatychatka (П'ятихатка).

## Verwaltungsgliederung
Am 12. Juni 2020 wurde die Stadt zum Zentrum der neugegründeten Stadtgemeinde Pjatychatky (П'ятихатська міська громада/Pjatychatska miska hromada). Zu dieser zählen auch die 25 in der untenstehenden Tabelle aufgelisteten Dörfer sowie die Ansiedlungen Awanhard, Myrne, Selene, Sorja und Werschynne, bis dahin bildete sie die gleichnamige Stadtratsgemeinde Pjatychatky (П'ятихатська міська рада/Pjatychatska miska rada) im südlichen Zentrum des Rajons Pjatychatky.
Am 17. Juli 2020 kam es im Zuge einer großen Rajonsreform zum Anschluss des Rajonsgebietes an den Rajon Kamjanske.
Folgende Orte sind neben dem Hauptort Pjatychatky Teil der Gemeinde:
| Name                     | Name                  | Name                                       |
| ukrainisch transkribiert | ukrainisch            | russisch                                   |
| ------------------------ | --------------------- | ------------------------------------------ |
| Awanhard                 | Авангард              | Авангард (Awangard)                        |
| Bohdano-Nadeschdiwka     | Богдано-Надеждівка    | Богдано-Надеждовка (Bogdano-Nadeschdowka)  |
| Dmytriwka                | Дмитрівка             | Дмитровка (Dmitrowka)                      |
| Iwaschyniwka             | Івашинівка            | Ивашиновка (Iwaschinowka)                  |
| Kalyniwka                | Калинівка             | Калиновка (Kalinowka)                      |
| Kassyniwka               | Касинівка             | Касиновка (Kassinowka)                     |
| Krasna Wolja             | Красна Воля           | Красная Воля (Krasnaja Wolja)              |
| Krasnyj Luh              | Красний Луг           | Красный Луг (Krasny Lug)                   |
| Kultura                  | Культура              | Культура                                   |
| Myrne                    | Мирне                 | Мирное (Mirnoje)                           |
| Myroljubiwka             | Миролюбівка           | Миролюбовка (Miroljubowka)                 |
| Nowosalissja             | Новозалісся           | Новозалесье (Nowosalesje)                  |
| Nowowassyliwka           | Нововасилівка         | Нововасилевка (Nowowassilewka)             |
| Ossykuwate               | Осикувате             | Осыковатое (Ossykowatoje)                  |
| Palmyriwka               | Пальмирівка           | Пальмировка (Palmirowka)                   |
| Petriwka                 | Петрівка              | Петровка (Petrowka)                        |
| Poltawoboholjubiwka      | Полтавобоголюбівка    | Полтаво-Боголюбовка (Poltawo-Bogoljubowka) |
| Rowenky                  | Ровеньки              | Ровеньки (Rowenki)                         |
| Saporischschja           | Запоріжжя             | Запорожье (Saporoschje)                    |
| Schowte                  | Жовте                 | Жёлтое (Schjoltoje)                        |
| Schowtooleksandriwka     | Жовтоолександрівка    | Желтоалександровка (Scheltoalexandrowka)   |
| Selene                   | Зелене                | Зелёное (Seljonoje)                        |
| Selenyj Luh              | Зелений Луг           | Зелёный Луг (Seljony Lug)                  |
| Sorja                    | Зоря (Зоря Комунізму) | Заря (Sarja)                               |
| Suchaniwka               | Суханівка             | Сухановка (Suchanowka)                     |
| Trudoljubiwka            | Трудолюбівка          | Трудолюбовка (Trudoljubowka)               |
| Tschystopil              | Чистопіль             | Чистополь (Tschistopol)                    |
| Werschynnne              | Вершинне              | Вершинное (Werschinnoje)                   |
| Wesselyj Podil           | Веселий Поділ         | Весёлый Подол (Wessjoly Podol)             |
| Wynohradiwka             | Виноградівка          | Виноградовка (Winogradowka)                |

## Religion
Pjatychatky hat, neben einer russisch-orthodoxen Gemeinde mit einem sehenswerten Kirchengebäude, auch eine freie evangelische Gemeinde.

## Bevölkerung
Quellen: 1906: ,
1923–1939: 
1959–1979: ,
1989–2015: 

## Persönlichkeiten
- Petro Denyssenko (1920–1998), Stabhochspringer und Zehnkämpfer
- Wadym Jewtuschenko (* 1958), Fußballtrainer und ehemaliger Fußballspieler

## Galerie

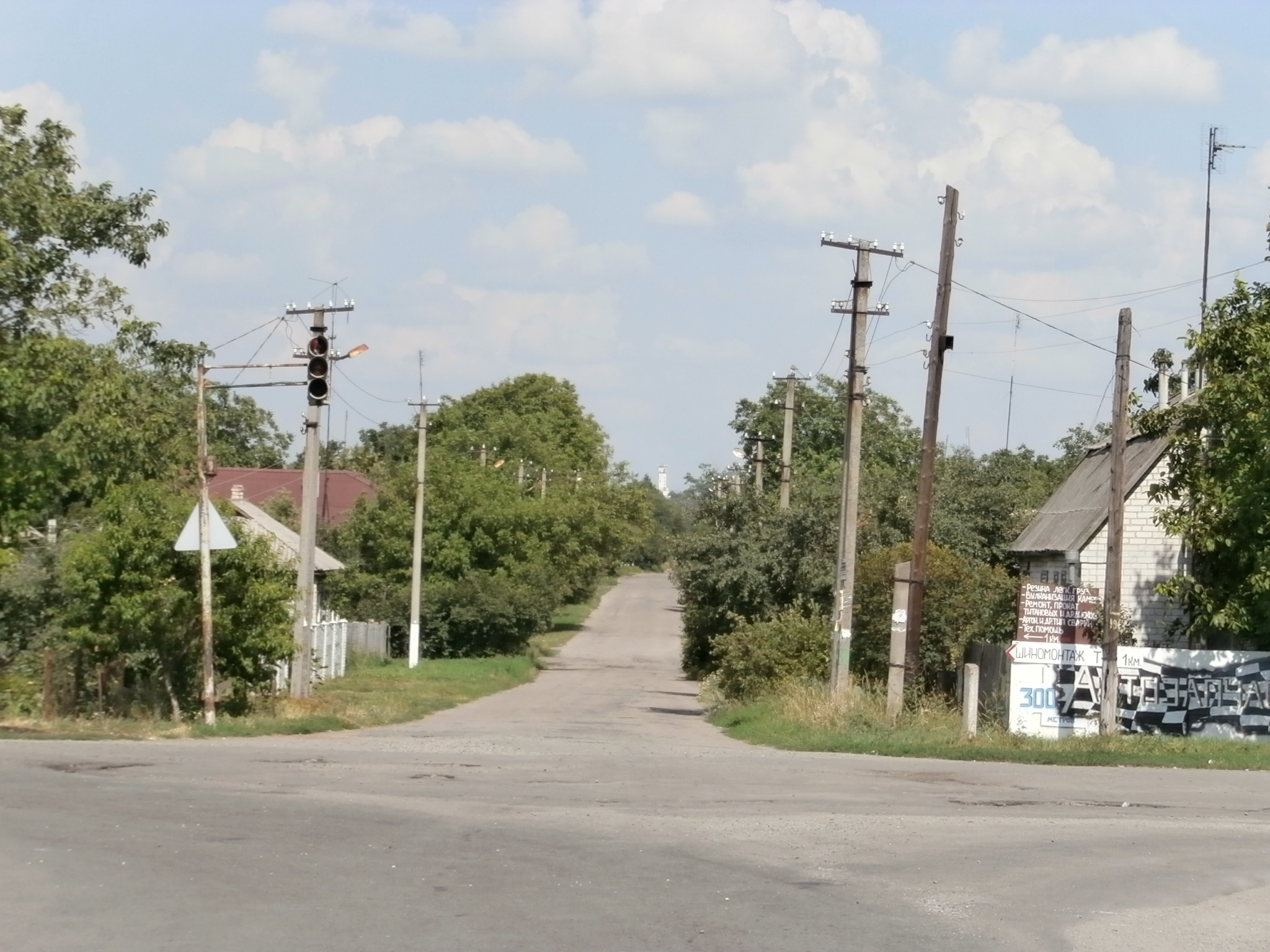
Straßenkreuzung im Westen der Stadt
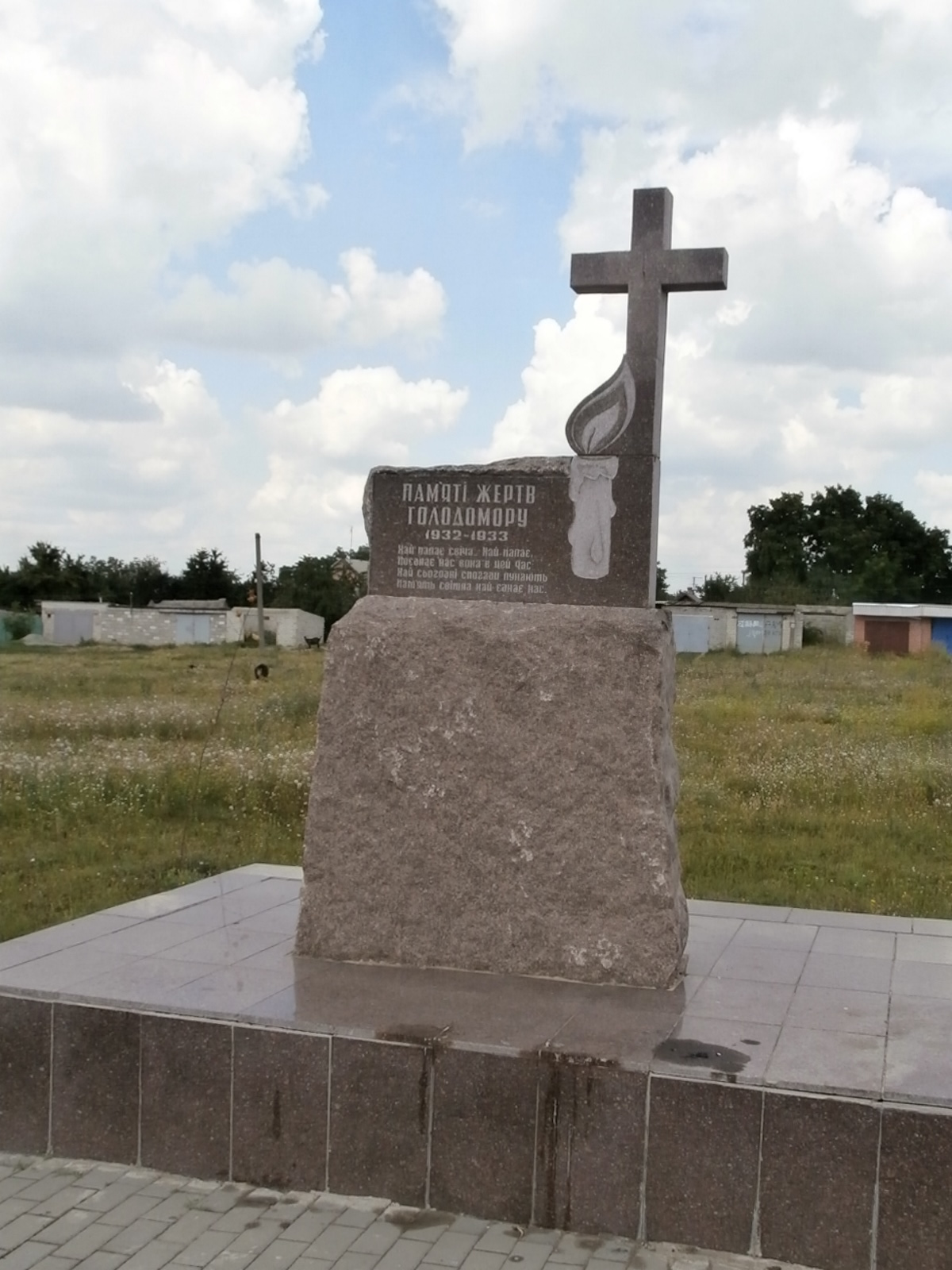
Holodomor-Denkmal
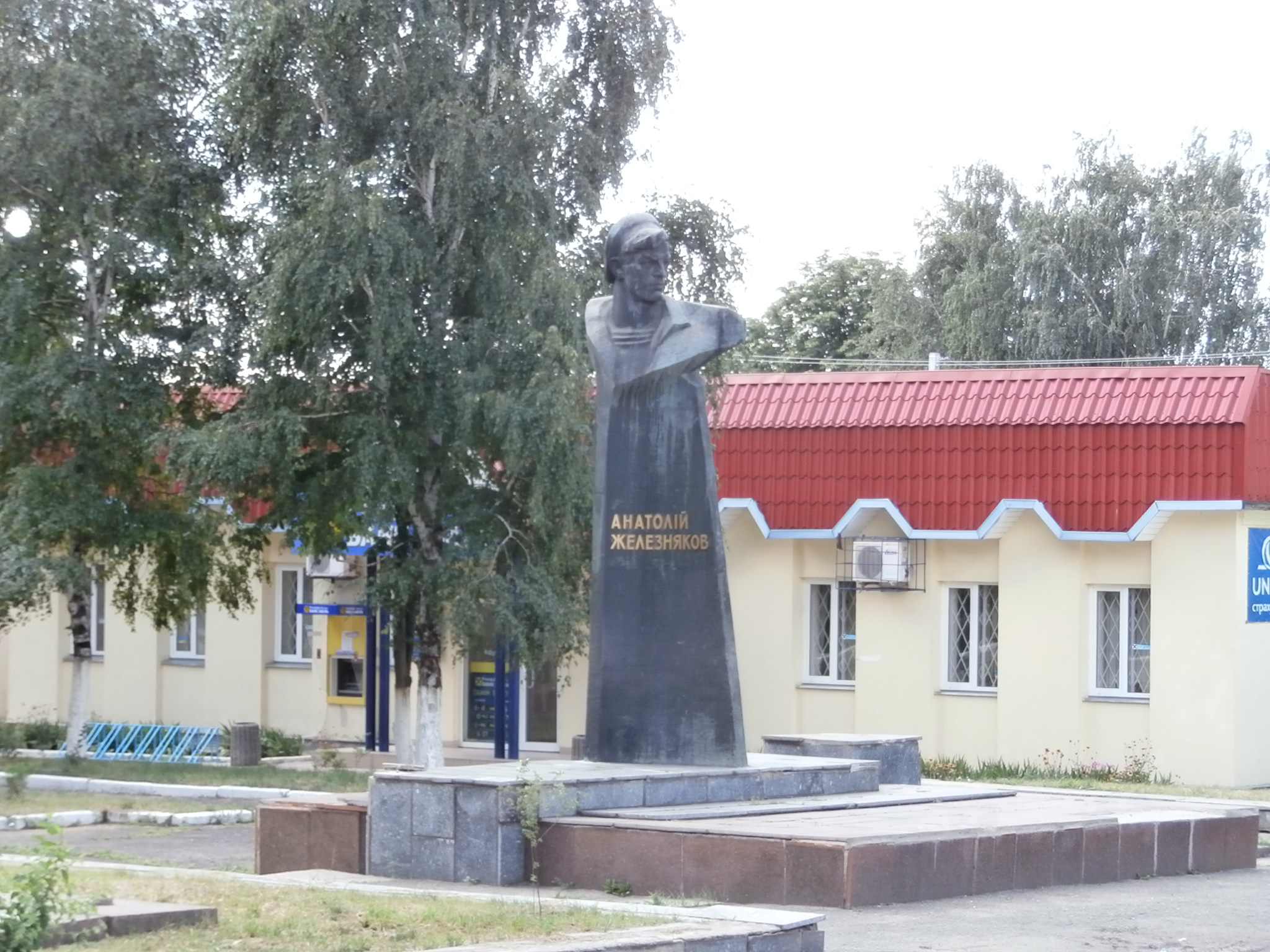
Zentraler Platz mit Anatoli Schelesnjakow-Denkmal
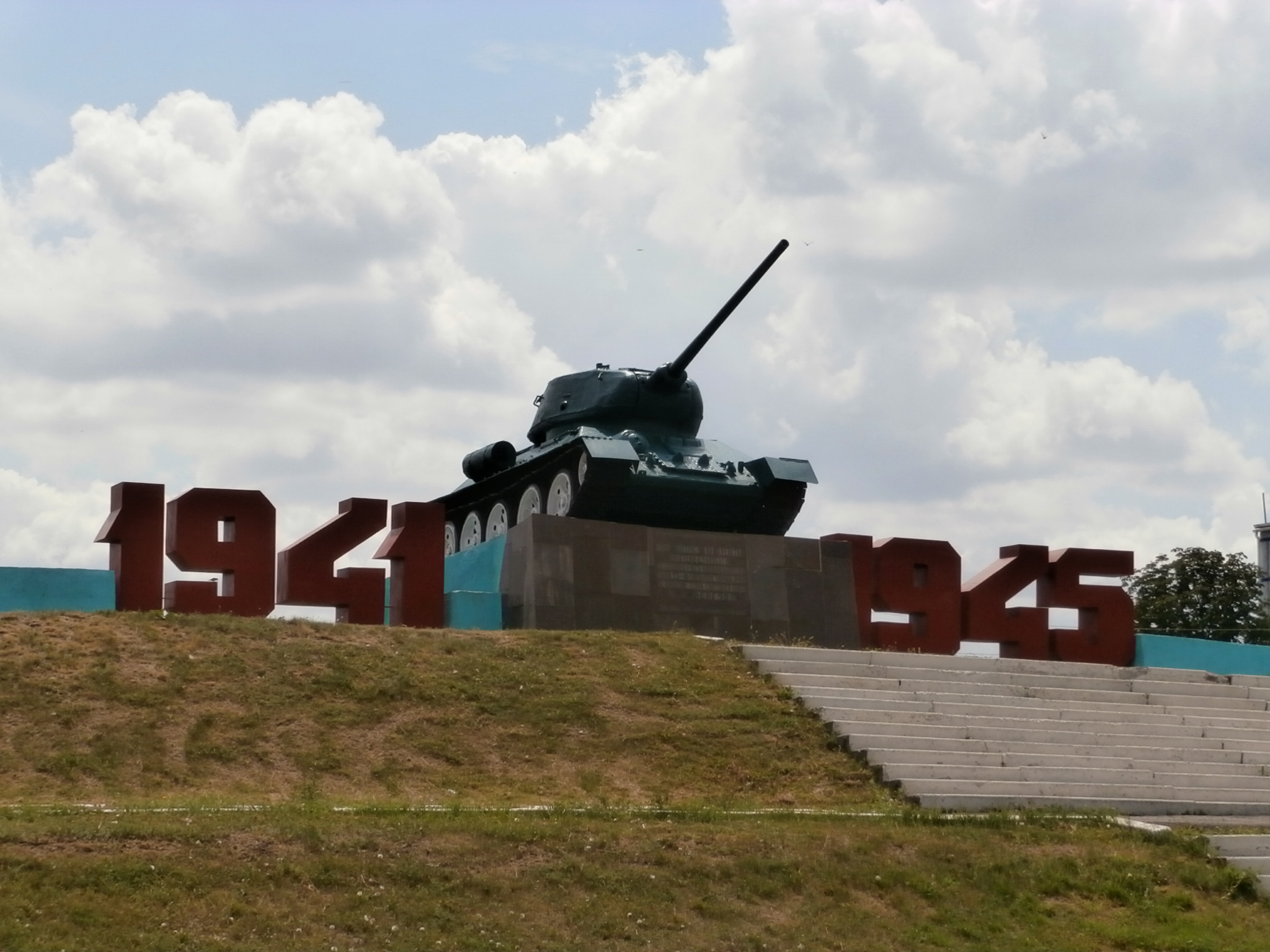
Denkmal des Sieges im Großen Vaterländischen Krieg